# Jewgeni Wladimirowitsch Waizechowski
Jewgeni Wladimirowitsch Waizechowski (russisch Евгений Владимирович Вайцеховский; englische Transkription Evgeny Vaytsekhovsky; * 12. Mai 1986 in Kirowo-Tschepezk) ist ein russischer Speedkletterer. 
Er wurde 2005 Weltmeister und 2006 sowie 2008 Europameister in der Disziplin Speed. Außerdem gewann er Rockmaster (2007). Er ist dreifacher Weltcupgesamtsieger und mit 14 Siegen Rekordsieger im Speed.

## Erfolge (Auswahl)
- Weltmeister 2005 in München
- Jugendweltmeister 2005 in Peking
- Europameister 2006 in Jekaterinburg und 2008 in Paris
- Sieg beim Rockmaster 2007 sowie Zweitplatzierter 2006
- Weltcupgesamtsieger 2005, 2006 und 2008, sowie 2. Platz Weltcupgesamtwertung 2004, 2007 und 2010
- 14 Tagessiege sowie 14 zweite und 5 dritte Plätze bei Weltcups zwischen 2004 und 2014; damit Rekordsieger im Speed